# Unterschwand (Gemeinde Zell am Moos)
Unterschwand ist ein kleiner Ort am Zeller- oder Irrsee im Salzkammergut in Oberösterreich wie auch Ortschaft der Gemeinde Zell am Moos im Bezirk Vöcklabruck.

## Geographie
Unterschwand befindet sich 28 Kilometer südwestlich von Vöcklabruck, 8½ Kilometer südöstlich von Straßwalchen. Nordöstlich erhebt sich der Schoibernberg (883 m ü. A.) mit Vorgipfel Gommersberg (803 m ü. A.).
Der Ort liegt direkt am See nördlich des Gemeindehauptortes Zell am Moos auf 563 m ü. A. Höhe. Er hat knapp 10 Adressen.
Zur Ortschaft Unterschwand gehören auch Ramsau nördlich (5 Häuser) mit den Badehütten am See, und ein Haus bei Graben (der Ort gehört schon zur Gemeinde Oberhofen).
Das umfasst knapp 20 Gebäude mit etwa 35 Einwohnern.
| Fischhof (O) Wildeneck (beide Gem. Oberhofen a.I.) | Laiter (O, Gem. Oberhofen a.I.) Ramsau      | Berg (O, Gem. Oberhofen a.I.)   |
| Irrsee Hof (O, Gem. Tiefgraben)                    | Kompassrose, die auf Nachbargemeinden zeigt | Oberschwand (O)                 |
|                                                    | Zell am Moos (O)                            | Niederbrandstatt (O Brandstatt) |

## Infrastruktur und Natur
Die B154 Mondsee Straße (Straßwalchen/B1 nach Mondsee und zur A1) passiert den Ort mit Abzweigung.
Am Ort ist der Zell-am-Mooser Campingplatz. Der Platz hat nur 10 Stellplätze, aber zahlreiche kleine Hütten und Seezugang.

Durch den Ort führt die Talroute des Weitwanderwegs Via Nova (5. Teilstück Mattsee über Oberhofen – Mondsee und weiter St. Wolfgang)
Vom Ort erstrecken sich bis Ramsau die Seefelder, die etwas erhöht zum Seeufer liegen. Es handelt sich um eine Staffel von Endmoränen diverser Rückzugstadien des Traungletschers in der Gletscherschwund-Zeit seit dem Ende der Würm-Kaltzeit, der letzten Eiszeit (ca. 100.000–10.000 Jahre vor heute). Sie laufen in den See hinein; auf Höhe Ramsau liegt dann ein Riegel quer im Irrsee, der die beiden Teilbecken des Irrsees trennt. Südlich und nördlich davon liegen die Ostufer-Mooswiesen auf Seeniveau.

## Nachweise
- 41751 – Zell am Moos. Gemeindedaten der Statistik Austria

1. ↑  Unterschwand 27; das Haus wird im Franziszäischen Kataster um 1830 als Langwalden geführt  (Urmappe, als Layer online bei DORIS, diverse Kartenthemen, etwa Erste Landesaufnahmen, Urmappe quality insb. Thema Urmappe oder Kulturatlas).
2. ↑  Camping Maier, mondsee.salzkammergut.at
3. ↑  Gustav Görzinger: Bericht 1959 über Aufnahmen auf Blatt Straßwalchen (64). In: Verhandlungen der Geologischen Bundesanstalt 1960, Abschnitt Quartär: Zellerseer Zweig des Traungletschers, S. A 38 (ganzer Artikel S. A 36–38, pdf, opac.geologie.ac.at).